# بلانش من نافارا، كونتيسة شامبانيا
بلانكا (بلانش) من نافارا (توفيت 1229)؛ هي كونتيسة شامبانيا بزواجها من ثيوبالد الثالث هو من أسرة بلوا، كانت بلانش انفانتا نافارية، فهي بطبع ابنة الصغرى لوالديها سانشو السادس وسانتشا القشتالية، وهي شقيقة سانشو السابع وبيرنغاريا، ملكة إنجلترا، وأيضا والدة ثيوبالد الرابع كونت شامبانيا لاحقا ملك نافارا خلفاً لخاله سانشو السابع.